# Colobostruma foliacea
Colobostruma foliacea é uma espécie de formiga do gênero Colobostruma, pertencente à subfamília Myrmicinae.